# ASCI SystemX
ASCI SystemX (SystemX) је кућни рачунар фирме ASCI који је почео да се производи у Сједињеним Америчким Државама током 1979. године.
Користио је Motorola 6800 микропроцесорску јединицу. Као оперативни систем кориштен је хексадецимални монитор.

## Детаљни подаци
Детаљнији подаци о рачунару SystemX су дати у табели испод.
|                       |                                                  |
| [ 1 ]                 |                                                  |
| Произвођач            |                                                  |
| Тип                   | кућни рачунар                                    |
| Меморија              | непознато                                        |
| Поријекло             | Сједињене Америчке Државе                        |
| Година                | 1979                                             |
| Тастатура             | хексадецимална 16 тастера, + NMI и RESET тастери |
| Процесор              |                                                  |
| Фреквенција процесора | 1 , 1,5 са Fairchild верзијом 6800 процесора     |
| RAM                   | непознато                                        |
| ROM                   |                                                  |
| Текст                 | хексадецимални бројеви, 7 цифарни показивач      |
| Графика               |                                                  |
| Боја                  |                                                  |
| Звук                  | унутрашњи звучник                                |
| Димензије             | 30 (ширина) x 25 (дубина) x 5 (висина)           |
| Портови               |                                                  |
| Оперативни систем     | хексадецимални монитор                           |